# タフリング

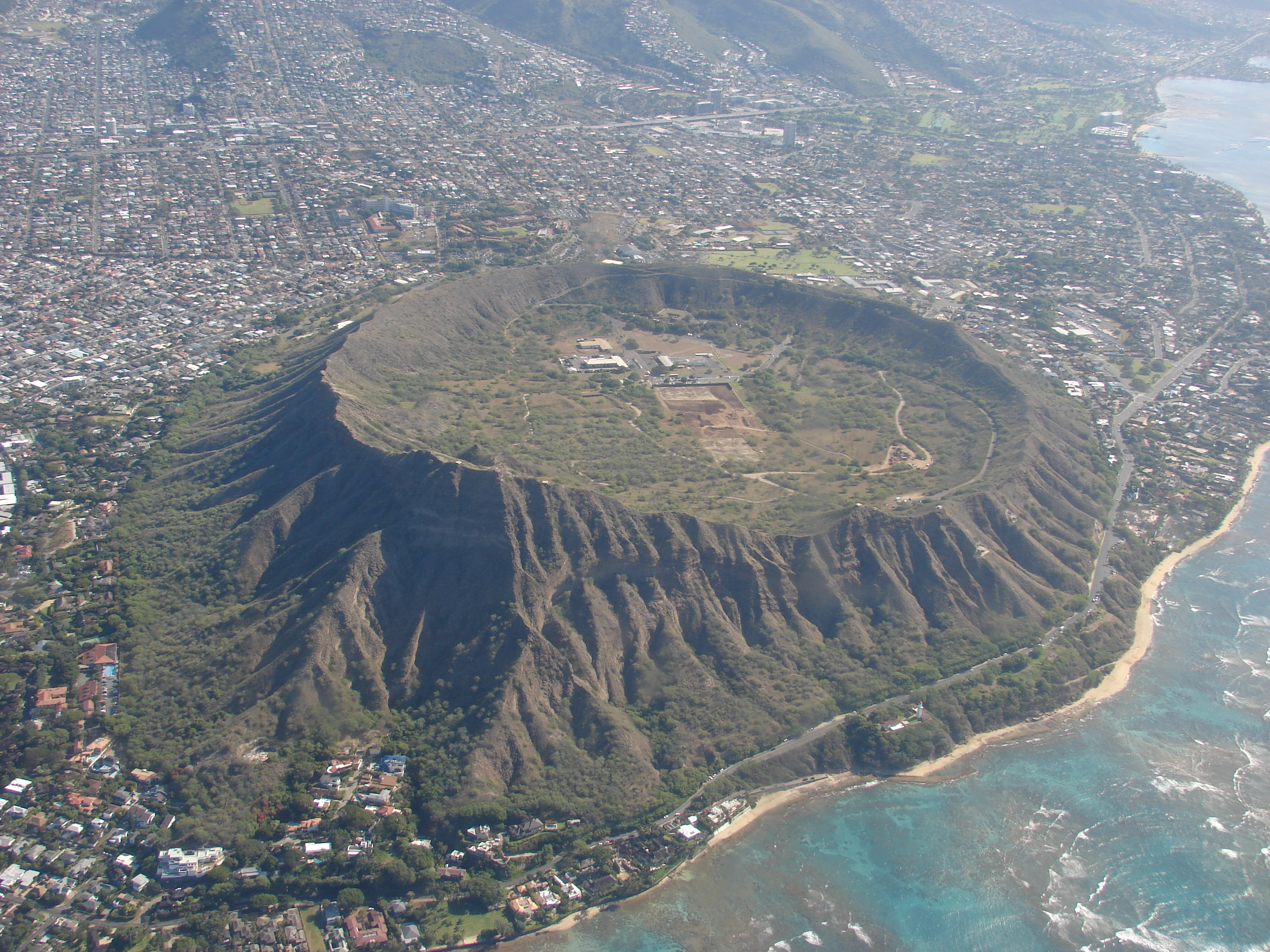
ダイヤモンドヘッドタフリング（米国ハワイ州オアフ島）

タフリング（英: tuff ring）もしくはタフコーン（英: tuff cone、凝灰岩丘）とは、火山の爆発的な噴火で生じた火口地形のことである。

## 概要
マグマの通り道である火道が浅水域や地下水が潤沢な場所に開いた場合、そこではマグマに熱せられて水が激しく沸騰して圧力が高まり、マグマ水蒸気爆発という爆発的噴火が起きやすくなる。具体的には、湖の中、沿岸域、沼、沼地などの水面、もしくは湿地などの地下水に富んだ場所で起きやすい。
浅所でのほぼ円形の輪郭で周辺に顕著な堆積物の丘をもたないもので火口の直径に対して火口縁の高さがあまりないもののうち、火口底が地下水面より高くて乾いているときにタフリングということが多い。タフコーンはただ単にタフリングの高くなったものにすぎない。火口底が地下水面より低く水が溜まっている場合はマールという。

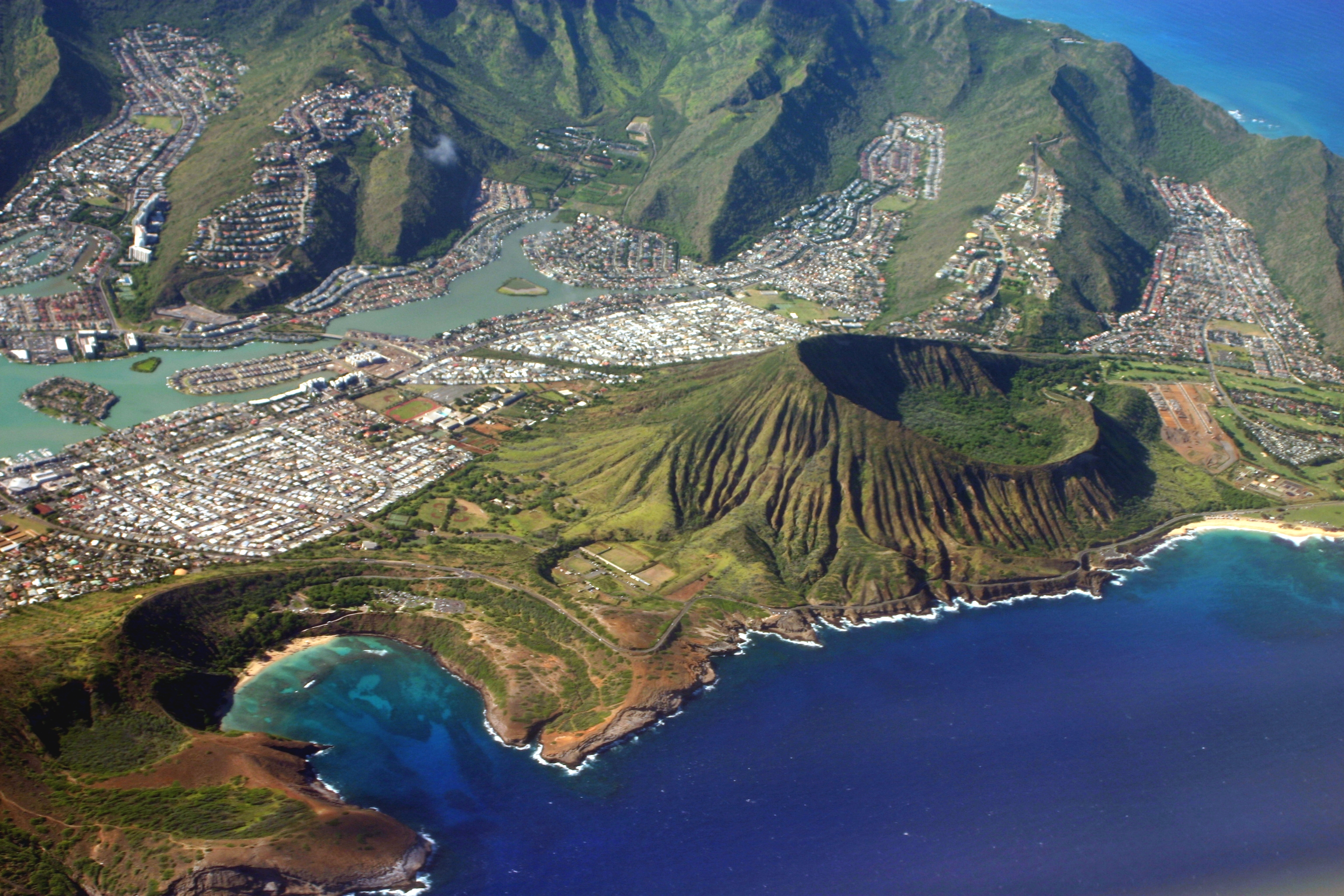
オアフ島のココヘッド（英語版）タフコーン（右）と、ハナウマ湾タフリング（左）またはタフコーン。火山学者の早川由紀夫によるとハナウマ湾は中間的な高さのため、どちらで呼んでもよいとしている[5]。
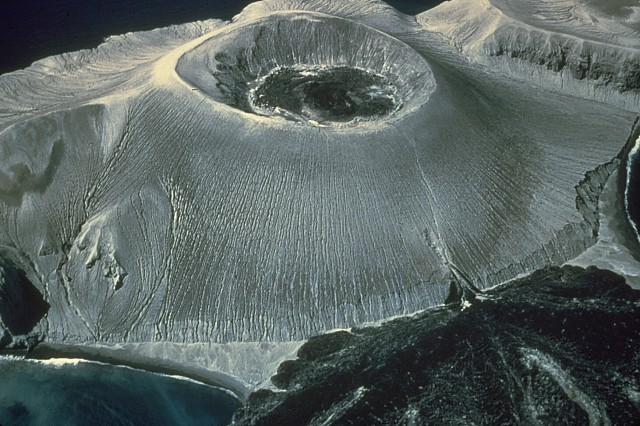
Volcán Bárcenaのタフコーン 1952-53年の噴火で形成された。
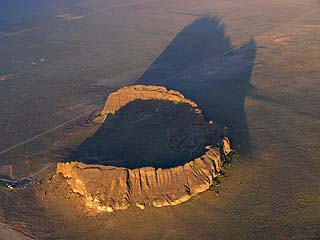
フォートロック（英語版）、USAオレゴン州レイク郡にある浸食されたタフリング。かつて湖があったころに受けた波食によって高さが誇張されてはいる[6]。
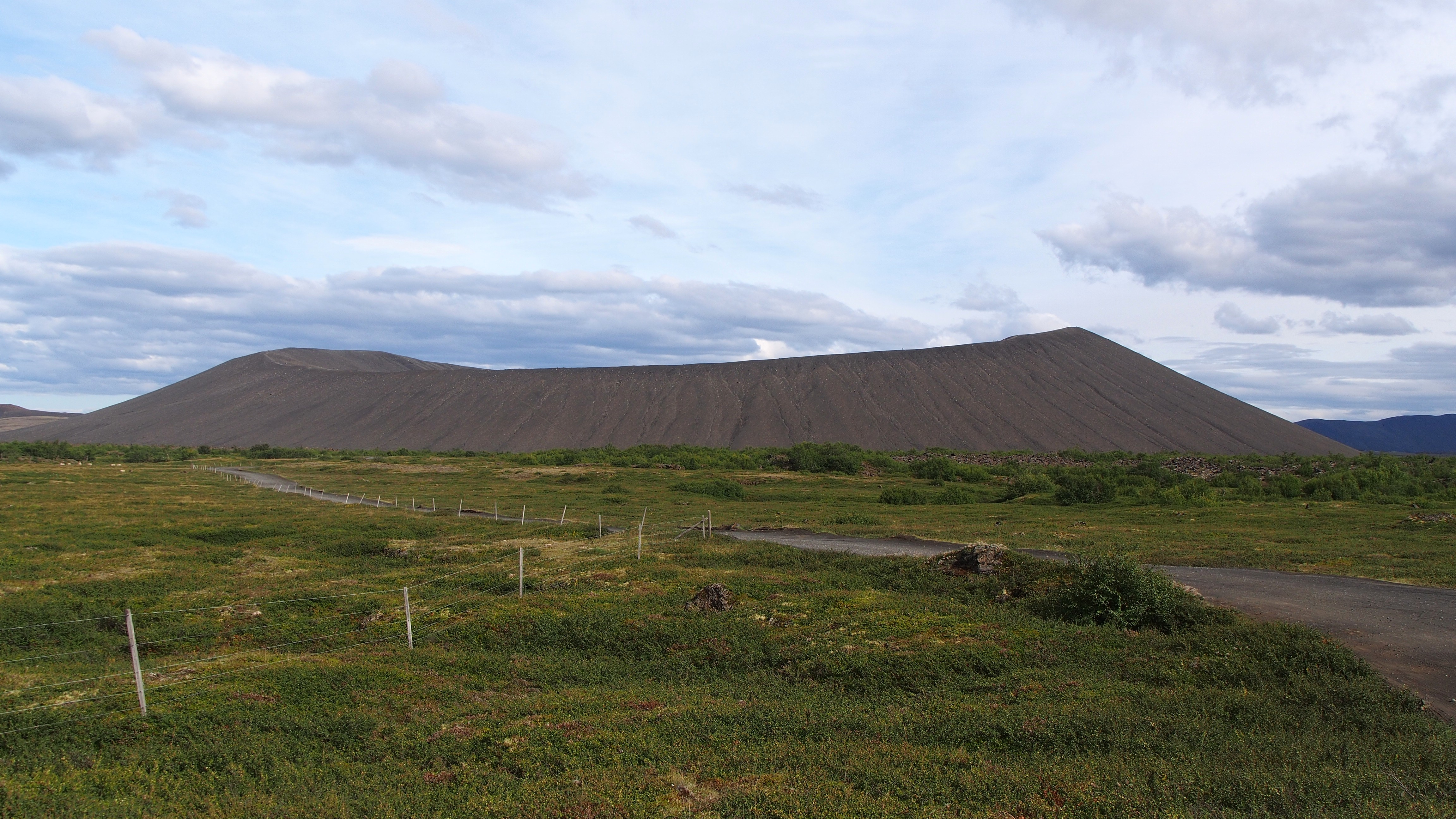
真横から見たタフリング クヴェルフィヤットル（アイスランド）